# Baran (huyện)
Huyện Baran là một huyện thuộc bang Rajasthan, Ấn Độ. Thủ phủ huyện Baran đóng ở Baran. Huyện Baran có diện tích 6955 ki lô mét vuông. Đến thời điểm năm 2001, huyện Baran có dân số 1022568 người.